# Claude Criquielion

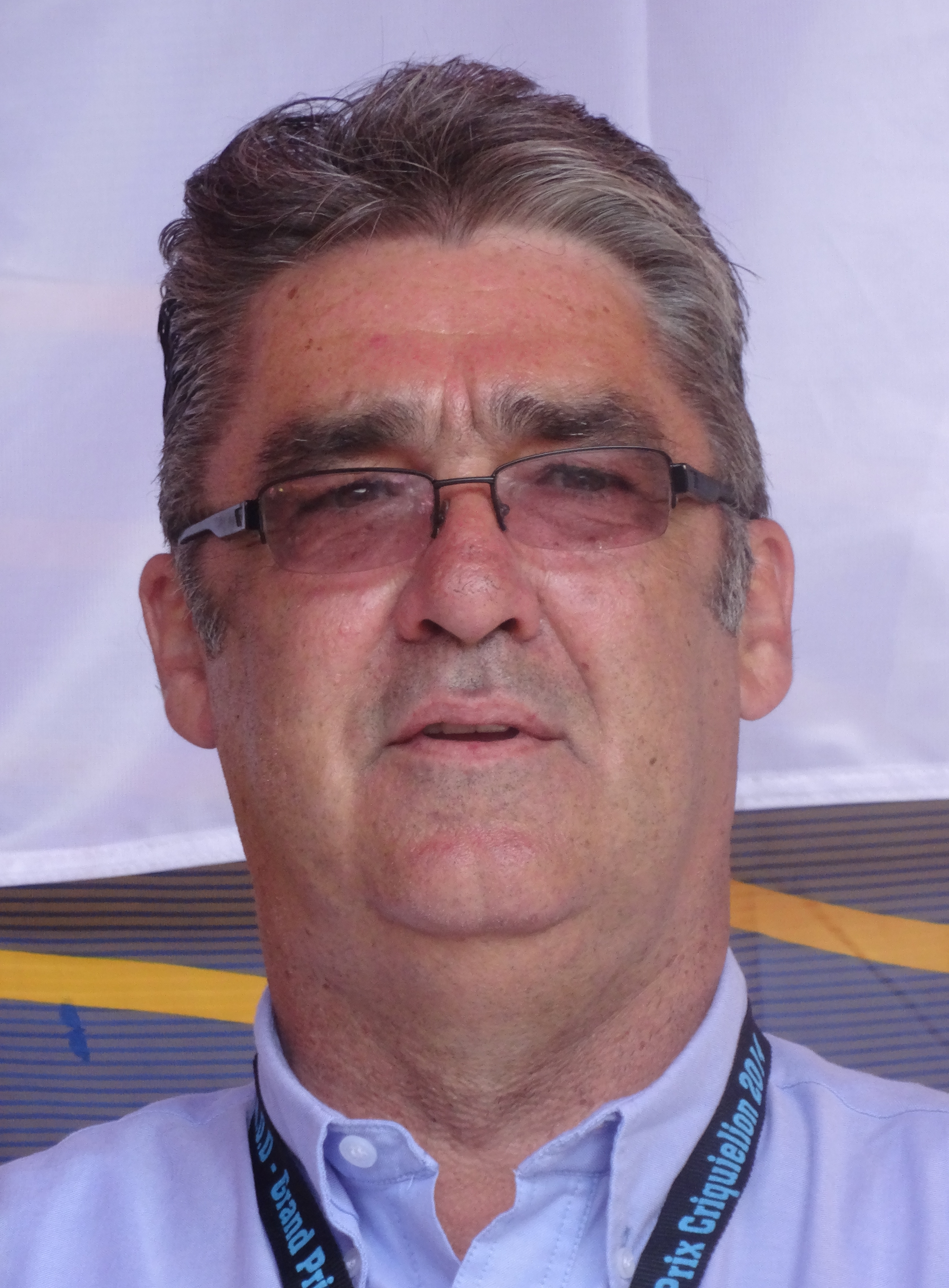
Tijdens de Grand Prix Criquielion, 17 mei 2014

Claude Criquielion (Lessen, 11 januari 1957 – Aalst, 18 februari 2015) was een Belgisch wielrenner.

## Biografie
Claude Criquielion was beroepswielrenner van 1979 tot en met 1991. Deze klassiekerspecialist heeft onder andere de Ronde van Vlaanderen, Clásica San Sebastián, Waalse Pijl, Grote Prijs Eddy Merckx en de Brabantse Pijl op z'n naam staan. In 1984 werd hij wereldkampioen op de weg en in 1990 schreef hij het Belgisch kampioenschap op zijn naam. In 1988 zou Criquielion in Ronse wellicht opnieuw wereldkampioen op de weg geworden zijn, als hij in de eindspurt niet gehinderd en ten val gebracht zou zijn door Steve Bauer. De derde medevluchter, Maurizio Fondriest, had de wereldtitel vervolgens voor het oprapen.
Zijn zoon Mathieu is in 2005 profwielrenner geworden bij Landbouwkrediet-Colnago; Claude Criquielion was ploegleider bij die ploeg.
In de nacht van 15 op 16 februari 2015 werd hij getroffen door een zware beroerte en werd in kritieke toestand in het ASZ van Aalst opgenomen, waar hij op 18 februari overleed.

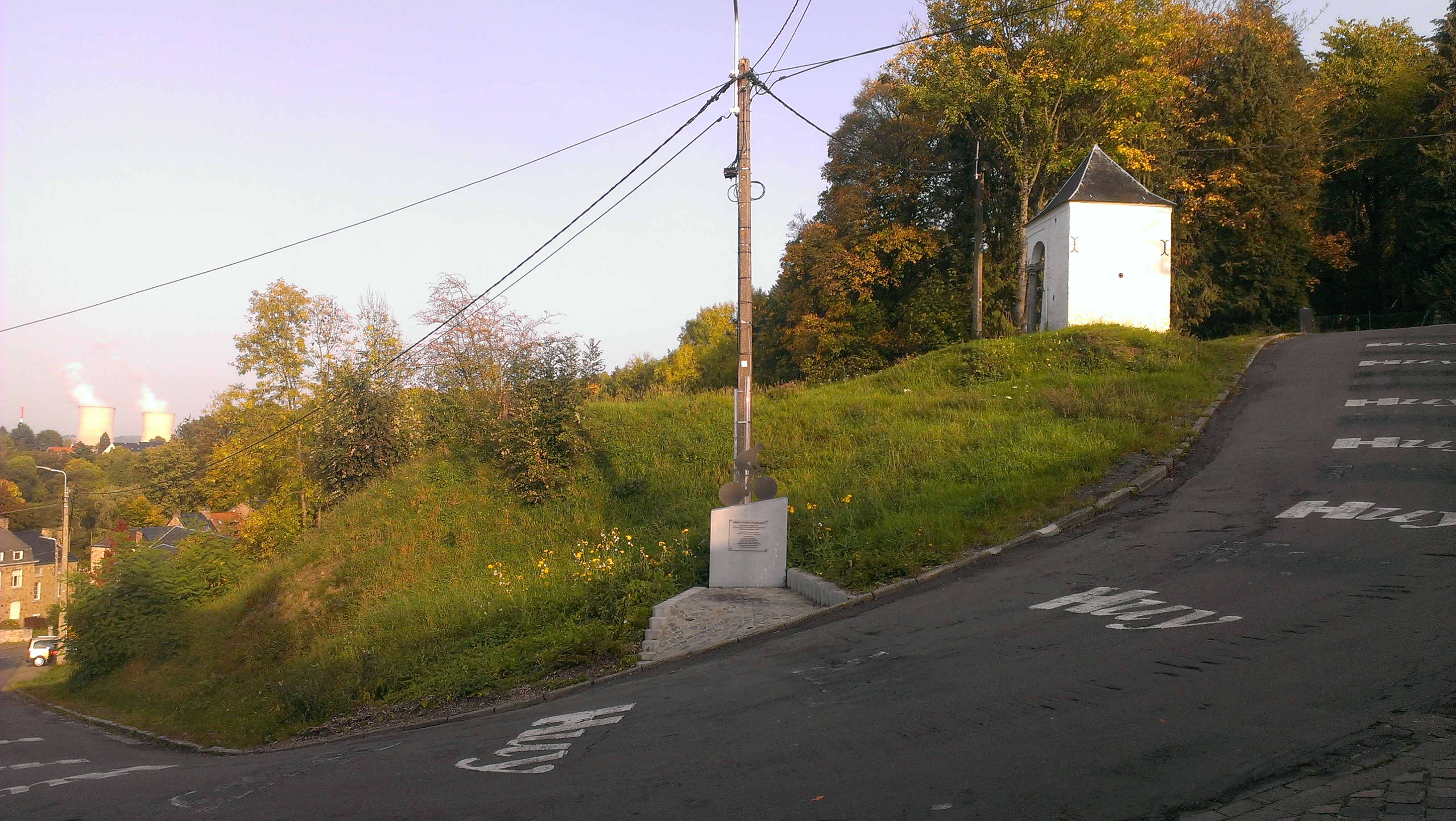
Monument voor Criquielion in de naar hem vernoemde bocht op de Muur van Hoei.

Omdat Criquielion de eerste winnaar was van de Waalse Pijl met finish op de Muur van Hoei, werd op 1 december 2015, negen maanden na zijn overlijden en 30 jaar na zijn eerste van twee overwinningen op de Muur, de steilste bocht naar hem vernoemd en werd in die bocht een monument voor hem geplaatst.

## Belangrijkste overwinningen
1979
Eindklassement Catalaanse week
2e etappe (deel A) Ronde van de Aude
1980
3e etappe (deel B) Dauphiné Liberé
4e etappe Tirreno-Adriatico
1982
Brabantse Pijl
1983
Clásica San Sebastián
1984
GP Eddy Merckx
 Wereldkampioen op de weg, Profs
Proloog Ronde van Luxemburg
1985
Waalse Pijl
Polynormande
1986
Eindklassement Ronde van Romandië
Grand Prix du Midi Libre
1987
Ronde van Vlaanderen
4e etappe Ronde van Luxemburg
GP Fayt-le-Franc
1988
GP van Wallonië
Criterium der Azen
Grand Prix du Midi Libre
1989
Waalse Pijl
1990
 Belgisch kampioen op de weg, Elite
Profronde van Surhuisterveen

## Resultaten in voornaamste wedstrijden
| Jaar | Ronde van Italië | Ronde van Frankrijk | Ronde van Spanje |
| ---- | ---------------- | ------------------- | ---------------- |
| 1979 |                  | 9e                  |                  |
| 1980 |                  | 13e                 | ↑                |
| 1981 |                  | 9e                  |                  |
| 1982 |                  | opgave              | opgave           |
| 1983 |                  | 18e                 |                  |
| 1984 |                  | 9e                  |                  |
| 1985 |                  | 18e                 |                  |
| 1986 |                  | 5e                  |                  |
| 1987 |                  | 11e                 |                  |
| 1988 |                  | 14e                 |                  |
| 1989 | 7e               | 36e                 |                  |
| 1990 |                  | 9e                  |                  |
| 1991 |                  |                     |                  |

| Jaar | Milaan-San Remo | Gent-Wevelgem | Ronde van Vlaanderen | Amstel Gold Race | Luik-Bast.‑Luik | Ronde van Lombardije | Waalse Pijl | Brabantse Pijl | Brussels Cycling Classic |  | WK op de weg |  | Wereldranglijsten |
| ---- | --------------- | ------------- | -------------------- | ---------------- | --------------- | -------------------- | ----------- | -------------- | ------------------------ |  | ------------ |  | ----------------- |
| 1979 |                 | 68e           |                      | 9e               | 11e             | 20e                  | 21e         |                | 26e                      |  | 22e          |  | 22e (SPP)         |
| 1980 | 114e            |               |                      |                  |                 |                      |             |                | 5e                       |  | opgave       |  |                   |
| 1981 | 60e             | 49e           |                      | 35e              | 17e             | 10e                  | 10e         |                | 31e                      |  | 25e          |  |                   |
| 1982 |                 |               | 37e                  |                  | 4e              | 9e                   | 14e         | Goud           | 41e                      |  | 42e          |  |                   |
| 1983 |                 |               |                      | 38e              |                 | 14e                  | 54e         |                |                          |  | 5e           |  |                   |
| 1984 |                 |               |                      |                  | 7e              | 7e                   | 14e         |                | 17e                      |  | ↑            |  | 9e (SPP)          |
| 1985 | 73e             | 30e           | 6e                   | 8e               | ↑               | 13e                  | ↑           | 10e            | 16e                      |  | 12e          |  | 11e (SPP)         |
| 1986 | 49e             |               | 8e                   | 9e               | 4e              | 12e                  | ↑           | 9e             | 52e                      |  | 15e          |  | (SPP)             |
| 1987 | 20e             |               | ↑                    |                  | ↑               | 7e                   | ↑           |                |                          |  | 10e          |  | (SPP)             |
| 1988 |                 | 5e            | 26e                  | ↑                | 26e             | 14e                  | 18e         |                | 83e                      |  | 11e          |  | 23e (UWB)         |
| 1989 | 34e             | 59e           | 20e                  | ↑                | 32e             |                      | ↑           |                |                          |  | 10e          |  | 33e (UWB)         |
| 1990 |                 |               | 8e                   | 16e              | 14e             | 6e                   | 19e         |                | 27e                      |  | 10e          |  | 16e (UWB)         |
| 1991 | 124e            |               | 25e                  | 35e              | ↑               |                      | ↑           | 10e            | 63e                      |  | 49e          |  |                   |

## Ploegen
- 1979 - KAS-Campagnolo
- 1980 - Splendor-Admiral
- 1981 - Splendor-Wickes
- 1982 - Splendor-Wickes
- 1983 - Splendor-Euroshop
- 1984 - Splendor-Mondial Maquette-Marc
- 1985 - Hitachi-Splendor
- 1986 - Hitachi-Marc-Splendor
- 1987 - Hitachi
- 1988 - Hitachi-Bosal
- 1989 - Hitachi
- 1990 - Lotto-Super Club
- 1991 - Lotto-Super Club